# Lista de personagens de Killer7
Todas as personagens e sua respectiva descrição aqui feita são propriedade da Capcom e da Grasshopper. A descrição é uma adaptação livre da encontrada no livro Hand In Killer7, que saiu no Japão, para tentar explicar muitas das lacunas que o jogo em si não deixava decifrar. É de notar que alguma da informação encontrada no livro Hand In Killer7 é contraditória com pedaços de informação que o jogo, já de si, oferece. O que vão ler trata-se de uma tradução livre da tradução inglesa do mesmo livro, logo, tem alguns excertos que não são propriamente como estão no jogo.

## Harman Smith
"Good night, child.  It's past your bedtime."
- Nascido em New Southampton, Windeport, Harman Smith é de descendência irlandesa. Tem sessenta anos e está fisicamente incapacitado.
- É o filho primogénito de Deltaheads.
- É o líder do grupo de assassinos mais poderoso e temido do mundo, os Killer7.
- Por causa do seu poder, é conhecido como "God-Killer" (Destruidor de Deuses).
- Ele é a origem das múltiplas "personae" (personalidades que compõem os Killer7).
- Nos seus vinte anos trabalhou como agente para a Jim Townshend Survey Company. É um assassino desde essa altura.
- A sua arma é um canhão que perfura blindagens.
- É melhor que Kun Lan no xadrez.
- Em 2000, é quase morto por Dan Smith.
- Em 2010 é ressuscitado.
- Está ligado intimamente à Escola Elementar de Coburn.

## Kun Lan
"Harman...  the world won't change.  All it does is turn. Now, let's dance."
- Metade Tibetano, metade Chinês, a sua idade é desconhecida.
- É o filho de um governador.
- É a encarnação do demónio Mara Papima.
- Tornou-se líder de sociedades secretas quando tinha três anos de idade.
- O seu poder tornou-o conhecido como "God's Hand" (A Mão de Deus).
- Estudou numa prestigiada universidade norte-americana.
- Perdeu a cidadania Tibetana quando fez vinte e quatro anos.
- Utilizando passaportes falsos, tem-se movido através de organizações secretas através de todo o mundo.
- No passado, trabalhou como taxista no Japão.
- O seu objectivo é a destruição das nações, usando, para tal, milhões de Heaven Smiles.
- Kun Lan é o mais afastado vizinho de Harman Smith, o seu mais atento observador, mais simpático companheiro e, em última análise, alvo permanente.

## Garcian Smith
"I feel something... like somebody's calling out to me."
- Garcian Smith nasceu em Miami, junto do Presente BUTO

```
fronteira com o México. Tem trinta e três anos.
```

- A sua alcunha é "Garcie".
- Consegue ver os Heaven Smiles, usando os seus poderes de clarividência.
- A sua arma é uma pistola com um silenciador.
- Não é muito bom a combater; é o mais fraco, nos combates.
- Depois de resgatar um corpo, tem de carregar no botão do comando rapidamente.
- Foi "morto" por Harman, no passado.
- Presentemente, é o mais fiel criado de Harman.
- Garcian é um homem doce, que não faria mal a uma mosca.
- É a personagem mais importante da história.
- Ele é o "O Terceiro Olho".
- A Pistola Dourada é sua por direito.
- Também é conhecido por o "Bloody Heartland".
- O seu nome de baptismo é Emir Parkreiner.

## Dan Smith
"I went and saw the Devil.  Now it's your turn."
- Dan Smith nasceu em Detroit, Michigan. De ascendência irlandesa, tem trinta e três anos de idade.
- É um tirano - o verdadeiro "Hellion" (vindo do inferno).
- As suas armas são um revólver e a temida "Demon Gun" (Arma Demónio).
- É o melhor a eliminar os Duplicator Smiles, com o seu Collateral Shot.
- Foi agente do Departamento de Segurança Interna de Seattle.
- Ele e Mills conhecem-se há muito tempo.
- Curtis Blackburn foi o seu mentor - e o seu inimigo mortal.
- O seu quarto no Hotel Union era o número 601.

## KAEDE Smith
- KAEDE Smith nasceu em Portland, Oregon. De origem japonesa, tem vinte anos de idade.
- A sua alcunha é "Barefoot" (Pés Descalços).
- Corta os pulsos para fazer o seu "Bloody Shower" (Chuveiro Sangrento).
- Mizaru serve-a.
- A sua arma é uma pistola automática com uma mira telescópica montada no cano. Recarrega muito devagar.
- É uma lutadora excepcional, sobretudo com as pernas.
- O seu irmão é membro do Partido Liberal.
- Foi assassinada pelo seu próprio irmão, sob ordens de Matsuken.
- O seu corpo foi resgatado por Garcian.
- Estava no quarto número 404, no Hotel Union.

## MASK De Smith
"Children are pure.  They know who's the strongest."
- Nascido em Albuquerque, Novo México, o homem mascarado tem trinta e oito anos.
- MASK De Smith usa um estilo misto de Luta-Livre Mexicana e tácticas Anglo-Saxónicas: Luchadore meets Lancashire.
- É muito forte, mesmo sem armas, usando as suas tácticas de Luta-Livre, "German Suplex" e a "Cabeçada".
- As suas armas são dois lança-granadas que disparam granadas comuns, granadas de choque e granadas "Focus".
- É o membro mais destruidor dos Killer7.
- Estava alojado no quarto 306 do Hotel Union.

## Con Smith
- Cego e de ascendência chinesa, Con Smith tem catorze anos.
- É conhecido pela velocidade dos seus pés.
- Tem uma audição hipersensível perfeita.
- As suas armas são duas pistolas automáticas.
- É um grande fã dos Handsome Men.
- Muito ligado a Coyote Smith, detesta Dan.
- Assobia quando está bem disposto.
- O seu quarto, no Hotel Union, era o 203.

## Coyote Smith
- Coyote Smith é Porto-Riquenho e tem vinte e oito anos.
- É conhecido por "Thief" (Ladrão), e é extremamente atlético.
- Tem um poder conhecido por "Deadly Jumping" (Saltos da Morte), que usa sobretudo em assaltos.
- A sua arma é um revólver alterado.
- Gosta de abrir cadeados e fechaduras.
- No passado, foi morto por Dan Smith.
- O seu quarto, no Hotel Union, era o número 502.
- Sabe falar no dialecto de Hiroshima.

## Kevin Smith
- Nascido em Inglaterra, Kevin Smith tem trinta anos.
- Usa óculos escuros.
- As suas armas são uma faca grande e lâminas projectáveis, mais pequenas.
- Quando se torna invisível, passa facilmente por sistemas de segurança.
- É taciturno.
- Odeia luz e adora sítios escuros.
- A sua visão é fraca.
- Matou o homem que amava.
- Anda sempre com os ombros inclinados, e ocasionalmente tem uma péssima postura.
- No escuro, os seus olhos, alegadamente, brilham. Contudo, este facto nunca foi confirmado.
- Estava na recepção do Hotel Union.

## Samantha Sitbon
"Don't worry about him.  This gruff loves to play rough.  You 
wanna have a little fun, too ?"
- Samantha Sitbon é estudante universitária.
- Toma conta de Harman três dias por semana, porque o pagamento ajuda nos estudos.
- Na realidade, molesta Harman.
- Algumas vezes provoca Harman.
- É mentalmente instável.
- Quando Harman está no seu estado desperto, ela muda, drasticamente, para uma serva leal e obediente.
- É mencionada nas cartas que os pombos-correio entregam.
- No final, obtém o título "Samantha Smith".

## Christopher Mills
"What's sad is that we've gotten used to this.  I mean our 
senses... it's pathetic."
- Nascido em Seattle, Christopher Mills tem quarenta e nove anos e é de origem escocesa.
- É o informador dos Killer7.
- É a ligação entre o Governo dos E.U.A. e os Killer7.
- É o "pau mandado" do Governo norte-americano.
- Foi informador de Curtis Blackburn, quando era criança.
- É um velho conhecido de Dan Smith, mas a sua relação com ele é muito má.
- Mills também é um assassino, mas as suas técnicas são muito fracas.
- Está na posse do carro coberto do sangue de Andre Ulmeyda.

## Travis Bell
"This just ain't right.  Is it?  Is it right for time to
march on like this?"
- Travis Bell foi a primeira vítima do Segundo Sindicato dos Smiths.
- Numa noite quente e húmida de Verão, tentou destruir os Killer7. Em vez disso, morreu às mãos deles. Tornou-se, nessa altura uma "Remnant Psyche" (fantasmas do passado dos Killer7, que dão dicas ao longo do jogo).
- Recorda o sentimento de ser assassinado como uma coisa excitante e cheia de adrenalina.
- Agora, persegue tanto os Killer7, como a sociedade secreta underground.
- É obcecado com T-Shirts. As suas emoções e estados de alma estão sempre impressos nas T-Shirts.
- Tem uma enorme quantidade de informações acerca da sociedade underground.
- As suas últimas palavras para os Killer7 foram: "Morre como um cão, depois ri-te."

## Iwazaru
"In the name of Harman..."
- "Mestre, sou eu, Vincel Dill Boris VII, Iwazaruscof!"
- "Estamos num sítio apertado."
- "Isto é complicado."
- "Ew!  Grande nojeira."
- "É maravilhoso!"
- "Basta!"
- "Muito bem . . . ."
- "Assim não dá."
- "É isto!"
- "Está a escaldar!"
- "Consigo senti-lo!"
- "Pelo nome de Harman..."
- À falta de informações, que não são dadas nos ficheiros Hand In Killer7, Iwazaru é um fantasma (Remnant Psyche) que ajuda o Sindicato dos Smiths. Veste roupa de práticas de bondage e s&m. É difícil entender de quem se trata, no final do jogo, Garcian/Emir, na cave da sua casa na roulotte, mata o último dos Heaven Smiles - Last Smile - e, quando este morre, com as roupas que Iwazaru vestiu ao longo de todo o jogo, tem o rosto de Kun Lan, o "chefe" dos inimigos. Fica a questão: será que, durante todo o jogo, enquanto lutávamos contra Kun Lan e o seu exército de Heaven Smiles, o seu espírito, na forma de Iwazaru, nos ia dando as dicas? Tudo é possível, neste universo estranho.

## Kikazaru
- Kikazaru é o servo de Iwazaru.
- A sua coisa favorita são as "Soul Shells" (Balas Alma), que o Mestre deixou para trás.
- Rasteja por todo o lado, para informar o Mestre do paradeiro das Soul Shells.

## Mizaru
- Mizaru é a ex-mulher de Iwazaru.
- É a serva de KAEDE.
- A sua deixa para aparecer é o "Bloody Shower" de KAEDE.
- Quando é chamada, aparece, protegendo os olhos.

## Yoon-Hyun
"Ah, welcome, my little loser.  I don't see you going places...."
- Yoon-Hyun foi o primeiro informador dos Killer7.
- Anseia por sangue espesso.
- Possui a Máscara da Verdade.
- Trata o Mestre por "falhado" ou "perdedor" (loser).
- A sua citação mais ouvida é: "Amanhã podes ser tu."
- O último conselho que dá é: "Não contes com os outros."

## Susie Sumner
"I'll leave the rest to your imagination.  The imagination of a 
killer..."
- Começa sempre por saudar: "Olá, Mr. Smith".
- É sempre representada como uma cabeça recém-decapitada.
- É a responsável pela devolução dos anéis.
- É irascível e muito temperamental.
- O seu esconderijo preferido é dentro de um secador industrial de roupa.
- Após "mergulhar" do segundo andar da sua casa, mutilar um homem através de castração, adorar Sundaes de chocolate no Sul, usar a caçadeira do pai para matar um jovem que lhe estava a fazer a corte à janela, e passar muito tempo numa solitária psiquiátrica, Susie Sumner teve a morte de uma assassina.
- Usa frequentemente emoticons da internet.

## Kess Bloodysunday
- Kess Bloodysunday é um rapaz que vive nos seus próprios pesadelos.
- Está sempre perdido.
- Kess está muito desperto e sensível para o facto de alguém ter desaparecido subitamente.
- Só vê branco, em frente.
- O cenário dos seus pesadelos às vezes desvanece-se ligeiramente.
- Confessou: "Quando crescer, vou ser o Presidente dos Estados Unidos da América."
- A sua fantasia é ir um dia ao parque de diversões ISZK Land (ISHIZAKA Land).
- Um assassino em série que acabou por ser um assassino assassinado.
- As suas últimas memórias são da sua mãe, do seu pai e do monstro com três olhos.
- As suas últimas palavras foram: "Quem é esta pessoa a levar-me pela mão?"

## Porteiro/Gate-Keeper
- O Porteiro é o guarda dos Portões do Vínculo (Vinculum Gate).
- Deixará qualquer pessoa desafiar os demónios para lá dos Portões, desde que receba Soul Shells suficientes.
- Se a pessoa não for séria no seu desejo de desafiar os demónios, o Porteiro não os deixará passar.
- O Porteiro é um homem terrível.

## Doutor Louco/Mad Doctor
- O Doutor Louco consegue tornar as "personae" do Killer7 mais fortes.
- Tem de se lhe dar sangue, antes de poder ajudar uma pessoa a ser mais forte contra as forças demoníacas.
- Usa uma misteriosa máquina de sangue; esta opera de modo similar a uma máquina de café espresso.
- Às vezes a máquina de sangue não funciona e fica fora de serviço.